# فاطمة أحمد إبراهيم
فاطمة أحمد إبراهيم(الأنجليزية : Fatima Ahmed Ibrahim )
هي سياسية سودانية (1932–2017) وأول سيدة تنتخب كعضو برلمان في الشرق الأوسط في مايو 1965 ومن أشهر الناشطات في مجال حقوق الإنسان والمرأة والسياسة في السودان) وكانت عضوة باللجنة المركزية للحزب الشيوعي السوداني لعدة دورات.

## مقتطفات من حياة فاطمة أحمد إبراهيم
- تلقت التعليم الأولي في المدرسة الإرسالية بود مدني. ومن ثم تلقت التعليم الأوسط بمدرسة أم درمان الوسطى وتلقت التعليم الثانوي بمدرسة أم درمان الثانوية.
- من الدفعة الأولى التي قادت أول إضراب عرفته مدارس البنات في السودان.
- عملت بالتدريس بالمدارس الأهلية بعد أن رفضت مصلحة المعارف تعيينها لأسباب سياسية.
- من أبرز العاملات في الحقل النسائي ورغم أنها لم تكن من العشر الأوائل اللاتي اسسن الاتحاد النسائي إلا أنها عملت منذ لجنته التمهيدية الأولى بعد تاسيسة وظلت عضواً قيادياً به وتولت رئاسته بين 1956-1957 وفي الستينات.
- اشتركت في تكوين هيئة نساء السودان إبان الحكم العسكري عام 1962 م وكان عضو في اللجنة الأولى للهيئة.
- أنشأت مجلة صوت المرأة مع سعاد إبراهيم أحمد والتي أسهم في إنشائها عدد من أعضاء الاتحاد النسائي وأصبحت رئيسة تحريرها في يوليو 1955.
- جعلت من صوت المرأة منبراً فكرياً معادياً للحكم العسكري مما جعل المجلة عرضة للتعطيل أكثر من مرة.
- لعبت دوراً بارزاً في ثورة أكتوبر 1964م وكانت عضواً في جبهة الهيئات.
- أول سودانية تدخل الجهاز التشريعي بالبلاد حيث فازت في دوائر الخرجين في انتخابات عام 1956 م. وبعد ثورة 21 أكتوبر 1964 دخلت البرلمان.
- وبفضلها عام 1969 نالت المرأة السودانية حق الاشتراك في كل مجالات العمل[2] بما فيها القوات المسلحة وجهاز الشرطة والتجارة والقضاء، المساواة في فرص التأهيل والتدريب والترقي، الحق في الأجر المتساوي للعمل المتساوي، حق الدخول في الخدمة المعاشية، الحق في عطلة الولادة مدفوعة الأجر، إلغاء قانون المشاهرة (عقد العمل الشهري المؤقت)، إلغاء قانون بيت الطاعة.
- تفرغت للعمل النسائي وبذلت الكثير في سبيل المرأة السودانية في النضال السري والعلني.
- اشتركت في العديد من المؤتمرات الإقليمية والعالمية وقادت عددا ً منها. واختيرت رئيسة للإتحاد النسائي الديمقراطي العالمي International Democratic Women’s Union عام 1991 وهذه أول مرة تنتخب فيها امرأة عربية أفريقية مسلمة ومن العالم الثالث له. وعام 1993 حصلت على جائزة الأمم المتحدة لحقوق الإنسان UN Award.
- مُنحت الدكتوراه الفخرية من جامعة كاليفورنيا عام 1996 م لجهودها في قضايا النساء واستغلال الاطفال.
- أرملة الشفيع أحمد الشيخ أحد أبرز قيادات الحزب الشيوعي السوداني و(رئيس اتحاد عمال السودان ونائب رئيس الاتحاد العالمي لنقابات العمال) حتى إعدامه في يوليو 1971م.

## السيرة الذاتية

فاطمة أحمد إبراهيم في أواخر الستينيات

ولدتُ بمدينة الخرطوم، بمنزل جدها لأمها الشيخ محمد أحمد فضل، الملاصق لمدرسة أبي جنزير الأولية للبنين وسط الخرطوم، وهي أول مدرسة للبنين بالسودان وكان جدها ناظرا لها، وقبل ذلك وخلال حقبة حكم المهدية، كان نائبا للقاضي، محمد إبراهيم، جدها لأبيها، وبعد مجيء الاستعمار البريطاني، سافر جدها لأمها إلى مدينة القطينة في منطقة النيل الأبيض، وأصبح إماما للمسجد لأن الحكومة الاستعمارية فصلتهما من السلك القضائي، وفيما بعد أرسل ابنه أحمد – والدها – لمواصلة تعليمه في كلية غوردون بالخرطوم – وفي تلك الأثناء كانت العلاقة بين الأسرتين مستمرة إلى أن توجت بزواج والدي من أمي، بعد تخرجه معلما من كلية غوردون – لقد قام جدها لأمها بخطوة جريئة، إذ أدخل أمها وأخواتها في مدرسة البنين التي يرأسها، لأنه لم تكن هنالك مدرسة للبنات في مدينة الخرطوم – والمدرسة الوحيدة للبنات في السودان آنذاك، أسسها صديقه الشيخ بابكر بدري، بمدينة رفاعه – وقد تعرض جدها لهجوم عنيف من قبل أقربائه – ومعارفه – هذا وبعد أن اكملت والدتها وأخواتها المدرسة الأولية مع الأولاد، ألحقهن والدهن بمدرسة الإرسالية الإنجليزية الوسطى للبنات بمدينة الخرطوم – وهكذا أصبحت أمها أول سودانية تتعلم اللغة الإنجليزية – وطبعا تعرض والدها لهجوم شديد خاصة من الأهل – الأمر الذي دفعه لإخراجها من المدرسة بعد إكمال المرحلة المتوسطة ولكن أختها الصغرى – زينب – واصلت حتى الفصل الثاني من المرحلة الثانوية – ثم عيّنت مدرسة في نفس المدرسة – وهكذا نشأت في أسرة متعلمة ومتدينة من الناحيتين. - كانت لها شقيقتان، نفيسة الكبرى والتوأمة الأصغر، وأربعة أشقاء، مرتضى وصلاح والرشيد والهادي، واثنان توفيا في سن الطفولة، كانت أمها تحب القراءة، وتواظب ووالدها على قراءة الصحف، وببيتهم مكتبة كبيرة عامرة بكتب مختلفة ودينية، وكان النقاش يدور بينهما حول المسائل السياسية، وهم يستمعون لهما، وكانت والدتها تشجعهم على القراءة، ولا زالت تتذكر صيحاتها كلما طال وقوفها أمام المرآة، بقولها :"كفاية قيمتك ما في شعرك وتجميل وجهك، قيمتك فيما بداخل راسك – أحسن تملأيه بالقراءة، والمعرفة – وبعد تأسيس الاتحاد النسائي ، نظموا دروسا في الإسعافات الأولية والتمريض المنزلي، فأكملت دراستها، ونالت شهادة جيدة – فعلقتها على حائط الغرفة، وفي مرة أدخل شقيقها الأصغر رجله في جنزير الدراجة، فانغرس في رجله وتطاير الدم من الجرح – فلما رأته أغمي عليها – فجاءت وأسعفته وأسعفتها – ثم دخلت الغرفة وانتزعت شهادتها من الحائط وقالت لها : "إياك والاستعراض الكاذب – ما فائدة الشهادات، إذا أنت عاجزة عن إسعاف شقيقك، وأصبحت أنت نفسك في حاجة للإسعاف"، وكل أثر هذا كثيرا عليها وكانت تنظم لنا مطارحات شعرية أثناء تناول شاي المساء، الأمر الذي جعلنا نحرص على حفظ القصائد الشعرية، وكان شقيقها صلاح دائما متفوق علينا – وظهرت موهبته الشعرية مبكراً – وكانت أول قصائده عن الشفيع أحمد الشيخ، القائد العمالي، والذي تزوجها فيما بعد – هذا وفيما بعد اكتشفوا أن لأمها بعض المحاولات الشعرية، فقد نظمت قصيدة لشقيقيها الأكبر مرتضى، وهو مهندس، وبعث لبريطانيا للتخصص، وأيضاً لأختها نفيسة بعض المحاولات القصصية، وهي معلمة – وكذلك ولأول مرة نظمت شقيقتها التوأمة قصيدة في رثاء شقيقهم صلاح – وهي موظفة – كما أصدر شقيقها مرتضى كتابا بعنوان: "الوزير المتمرد"، بعد أن قدم استقالته من منصب وزير الري في حكومة جعفر نميري، احتجاجا على سياساته التي ظل ينصحه بإصلاحها، فلم يستجب – وذلك بعد أن انتهى من تشييد خزان سنار.

## وفاتها
توفيت فاطمة فجر يوم السبت في الثالث عشر من أغسطس عام 2017 بالعاصمة البريطانية لندن عن عمر ناهز خمسٍ وثمانين عاماً بعد صراع طويل مع المرض وبعد سنوات طويلة من النضال على المستوى الاجتماعي والثقافي والسياسي، وقد نعتها الجالية السودانية في لندن: “بمزيد من الحزن والأسى، وكذلك نعاها الحزب الشيوعي واصفاً إياها بـ"المناضلة الراحلة". كما تم تشييعها إلى مثواها الأخير وسط حشود جماهيرية ضخمة، ومنعت الحشود الغاضبة مشاركة مسؤولين من الحكومة السودانية مثل بكري حسن صالح نائب رئيس جمهورية السودان وعبد الرحيم محمد حسين والي ولاية الخرطوم. ودُفنت فاطمة في مقابر البكري بمدينة أم درمان.

## مؤلفاتها
- طريقنا للتحرر عام 1966م.
- حصادنا خلال عشرين عاماً.
- المرأة العربية وصور التغيير الاجتماعي.
- حول قضايا الأحوال الشخصية.
- قضايا المرأة العاملة السودانية.
- آن آوان التغيير ولكن..!
- أطفالنا والرعاية الصحية.

## وصلات خارجية
- موقع فاطمة أحمد إبراهيم على الإنترنت (بالعربية)